# إليجاه ويب تشاستين
إليجاه ويب تشاستين هو محامي وسياسي أمريكي، ولد في 25 سبتمبر 1813 في بيكنز في الولايات المتحدة، وتوفي في 9 أبريل 1874 في دالتون في الولايات المتحدة. نشط حزبياً في الحزب الديمقراطي. وقد انتخب عضو مجلس النواب الأمريكي ‏.